# Borivoj Galić
Borivoj Galić (1938 − 2017.) bio je profesor fizičke i primijenjene hemije na Prirodno-matematičkoom fakultetu UNSA i reprezentativac bivše Jugoslavije u rukometu, dugogodišnji pivot Rukometnog kluba Bosna.

## Biografija
Borivoj-Boro Galić rođen je u Sarajevu 1938. godine. U rodnom gradu je stekao i osnovno i srednje (gimnazijsko) i visoko obrazovanje (Prirodno-matematički fakultet u Sarajevu). Umro je u Sarajevu, od melanoma, 20. novembra 2017.
Na matičnom fakultetu je i započeo i završio plodnu nastavno- naučnu i naučnoistraživačku karijeru: 1964. godine kao asistent, a zatim docent i profesor. Njegov magistarski i doktorski rad su ga usmjerili u oblast fizičke hemije u kom je ostvario svoj puni radni i profesorski potencijal. Njegov rad je u značajnoj mjeri bio usmjeren na primjenu naučnih pristupa u razvoju industrije iz čega su proizašle brojne nagrade i društvena priznanja. Prestižnom bosanskohercegovačkom nagradom “27. juli” odlikovan je 1984. godine.
Profesor Galić, kao veliki naučnik, izvrstan predavač i praktičar, svojom kreativnom moći i stalnom podrškom motivisao je brojne studente, kolege i saradnike koji će nastojati da očuvaju njegov istraživački žar. Mnogi njegovi naučni nasljednici su već ostvarili značajne naučne karijere u zemlji i šire. Razvio je originalne procedure za ekstrakciju plemenitih metala (platina, zlato, srebro, rodijum) iz sekundarnih sirovina, različite izvorne namjene.
Profesor Galić ostao je istraživački entuzijasta i nakon odlaska u penziju kada sa velikom strašću započinje i rukovodi istraživanjima bioaktivnosti dipotasiumtrioksohidroksitetrafluorotriborata  K2(B3O3F4OH), potencijalnog terapeutika za više promjena na koži. Ova istraživanja su od 2011. godine rezultirala brojnim, priznatim bibliografskim jedinicama. Svoj entuzijazam i istraživačku energiju je nesebično prenio u više mladih hemičara i biologa sa kojima je svakodnevno sarađivao.
Stalna naučna znatiželja i nemiran istraživački duh profesora Galića, kao i njegov originalni smisao za humor te nesebična podrška i prijateljstvo će zasigurno nedostajati našoj naučnoj zajednici.
Tokom svoje karijere obnašao je niz različitih rukovodećih funkcija na Prirodno-matematičkom fakultetu Univerziteta u Sarajevu, kao što su Šef Odsjeka za hemiju, prodekan i sl. Od samog osnutka Centra/Instituta za genetičko inženjerstvo i biotehnologiju, profesor Galić je bio saradnik i funkcioner najviših organa, uključujući i Upravni odbor Konzorcija za genetičko inženjerstvo i biotehnologiju. Bio je predsjednik i član Savjeta Centra i Nadzornog odbora Instituta u više mandata te član Naučnog vijeća.